# 취몽헌 오태주 묘역
취몽헌 오태주 묘역(醉夢軒 吳泰周 墓域)은 대한민국 경기도 안산시 사사동에 있는, 조선 중기의 문신이자 서예가인 오태주(吳泰周 : 1668~1716)와 그의 부인 명안공주(明安公主 : 1665~1687)를 모신 합장묘의 유택이다. 2003년 4월 21일 경기도의 기념물 제186호로 지정되었다.

## 개요
조선 중기의 문신이자 서예가인 오태주(吳泰周 : 1668~1716)와 그의 부인 명안공주(明安公主 : 1665~1687)를 모신 합장묘의 유택이다. 오태주의 본관은 해주(海州)이며 자는 도장(道長), 호는 취몽헌(醉夢軒)이다. 글씨를 잘 쌌으며 특히 예서에 능했다. 시호는 문효(文孝)이다. 봉분 좌측의 묘갈은 팔작지붕형 옥개석(屋蓋石), 비신(碑身), 기대(基臺)로 구성되어 있다. 묘갈문은 비의의 좌우측면 및 비음(碑陰)에 모두 기록을 새기고 있다. 장명등은 묘역의 중앙에 배치되어 있고, 몸체의 화창(火窓) 부분은 말각(抹角)으로 처리해 장식성을 더했으며, 상대석, 중대석, 하대석과의 연결부위에 연판문으로 연결하고, 상대석과 중대석의 사면에 모란문을 조각하였고, 하대석에는 가구의 운각(雲脚)을 새기는 등 장식성이 뛰어난 작품이다. 문인석은 양관조복(梁冠朝服)에 홀(忽)을 들고 있는 형상으로, 양관은 삼량관으로 묘사되어 있고,전면과 후면의 상(裳)에는 여의운문(如意雲紋)을 조각하는 등 장식성이 뛰어난 작품이다. 망주석은 팔각으로 역시 장식성이 띄어나며 특히 기둥에 좌우 모두 올라가는 형상으로 조각된 동물 모양이 특색이 있다.

## 같이 보기
- 오태주
- 명안공주

## 참고 자료
- 취몽헌오태주묘역 - 국가유산청 국가유산포털